# Movimiento de los chalecos amarillos
El movimiento de los chalecos amarillos (en francés: Mouvement des gilets jaunes) es un movimiento social de protesta que se formó en Francia a partir del mes de octubre de 2018. El movimiento también se extendió, en menor medida, a otros países vecinos principalmente Bélgica, Países Bajos, Alemania, Italia, y España.
Esta movilización tiene su origen en la difusión en las redes sociales de llamadas de los ciudadanos a protestar contra el alza en el precio de los combustibles, la injusticia fiscal y la pérdida del poder adquisitivo. El movimiento se presenta a sí mismo en los medios de comunicación como espontáneo, transversal y sin portavoz oficial.
Inicialmente se centra en el rechazo generalizado al alza del impuesto sobre el carbono, pero se amplía rápidamente a otras reivindicaciones: la pérdida del poder adquisitivo de las clases medias y clases bajas, la renuncia del presidente Emmanuel Macron o la organización de un Referendo de Iniciativa Ciudadana (RIC).
El movimiento se organizó en torno a los bloqueos de carreteras y rotondas y varios eventos nacionales que han tenido lugar todos los sábados desde el 17 de noviembre de 2018. Al encontrar una fuerte participación en las diferentes regiones, las protestas se extendieron a las ciudades más grandes.
Entre sus líderes están Laëtitia Dewalle, Éric Drouet, Ingrid Levavasseur, Priscillia Ludosky, Jacline Mouraud, Maxime Nicolle y Hayk Shahinyan, entre otros.
Desde el inicio de las manifestaciones y hasta el 10 de enero de 2019, más de 6.400 manifestantes han sido detenidos por la policía.
2.100 manifestantes han resultado heridos, indican los datos del Ministerio del Interior. Según un exhaustivo recopilatorio realizado por el diario Mediapart, se han producido más de 500 casos de evidentes abusos policiales. Entre ellos, hay 22 manifestantes que han perdido un ojo, cinco que se han quedado sin una mano, 210 que sufrieron heridas en la cabeza.
Unos tres millones de personas participaron en el movimiento de los chalecos amarillos.

## Antecedentes

### Alzas en los precios de los combustibles
A partir del análisis de la evolución del precio de la gasolina y del diésel en Francia desde 1960 hasta finales del 2017, se estima que el precio tiene una evolución normal desde 1960. Sin embargo, la situación real es totalmente diferente, dado el factor de la expansión urbana, que incita a las personas que viven en áreas periurbanas a utilizar cada vez más de sus automóviles. Especialmente en los hogares donde la pareja trabaja y ambos necesitan un vehículo o en muchos casos dos vehículos para ir a trabajar.

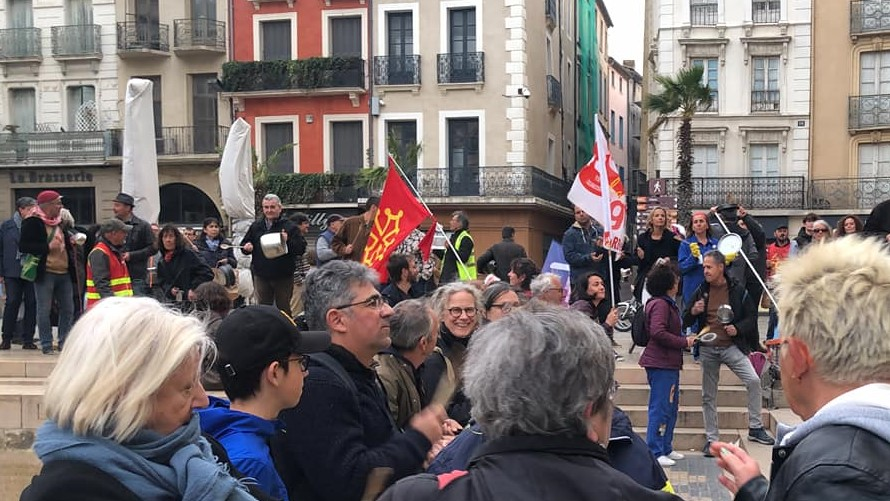
Los chalecos amarillos también participaron en las protestas de 2023, como aquí en Occitania, en Narbona.

En Francia existe un impuesto sobre el consumo doméstico de energía (TICPE por sus siglas en francés). A este último se le introdujo, en el 2014d, un alza suplementaria llamada tasa a los combustibles fósiles o impuesto al carbono. El precio que los consumidores pagan aumenta a alrededor de un 23% para el diésel y un 15% para la gasolina entre octubre del 2017 y octubre del 20189. En consecuencia, Francia se encuentra en la categoría media superior de la Unión Europea, que es la región del mundo que más hace pagar impuestos a los combustibles automotores.
Los precios del diésel en Francia han aumentado en un 16 % durante el 2018, debido al incremento de los impuestos a gasolina y al diésel en el mismo período, y el gobierno anunció nuevas alzas de impuestos para el 2019. El presidente de Francia, Emmanuel Macron, ha sido el principal foco de las protestas, debido a que continuó con las políticas implementadas desde hace más de 30 años por los gobiernos precedentes, contrario a lo que había propuesto en su campana política. Además los grandes contaminantes, (camiones, fábricas, empresas, yates y los cruceros de lujo) que utilizan grandes cantidades de combustibles no pagan tantos impuestos e incluso benefician de exenciones de impuestos al carbono. La población común, por su parte, pagaban un gravamen muy alto y no eran beneficiarios de ninguna reducción. Estos últimos debían utilizar sus vehículos en los trayectos domicilio - trabajo y no tenían otra opción que pagar los altos precios. Esta situación provocó que el sentimiento de injusticia se propague en la población.
En septiembre del 2018, el gobierno anuncia que tiene prevista un alza a la TICPE de un 11,5 %. Según la dirección general para la Energía y el Clima, dicha alza — que hubiera entrado en vigor el 1.º de enero de 2019 — va a costarle a los automovilistas entre 207 y 538 euros entre 2019 y 2022 (en función del tipo de vehículo y de los trayectos efectuados). Esta alza a los impuestos sobre los carburantes (TICPE e IVA), constituye un 60 % del precio final. Y el argumento del gobierno que dicho impuesto va a ayudar a la transición energética para evitar el calentamiento global no se justifica ya que estos impuestos van en gran mayoría al presupuesto general del Estado francés y no a la ecología como se pretendía.

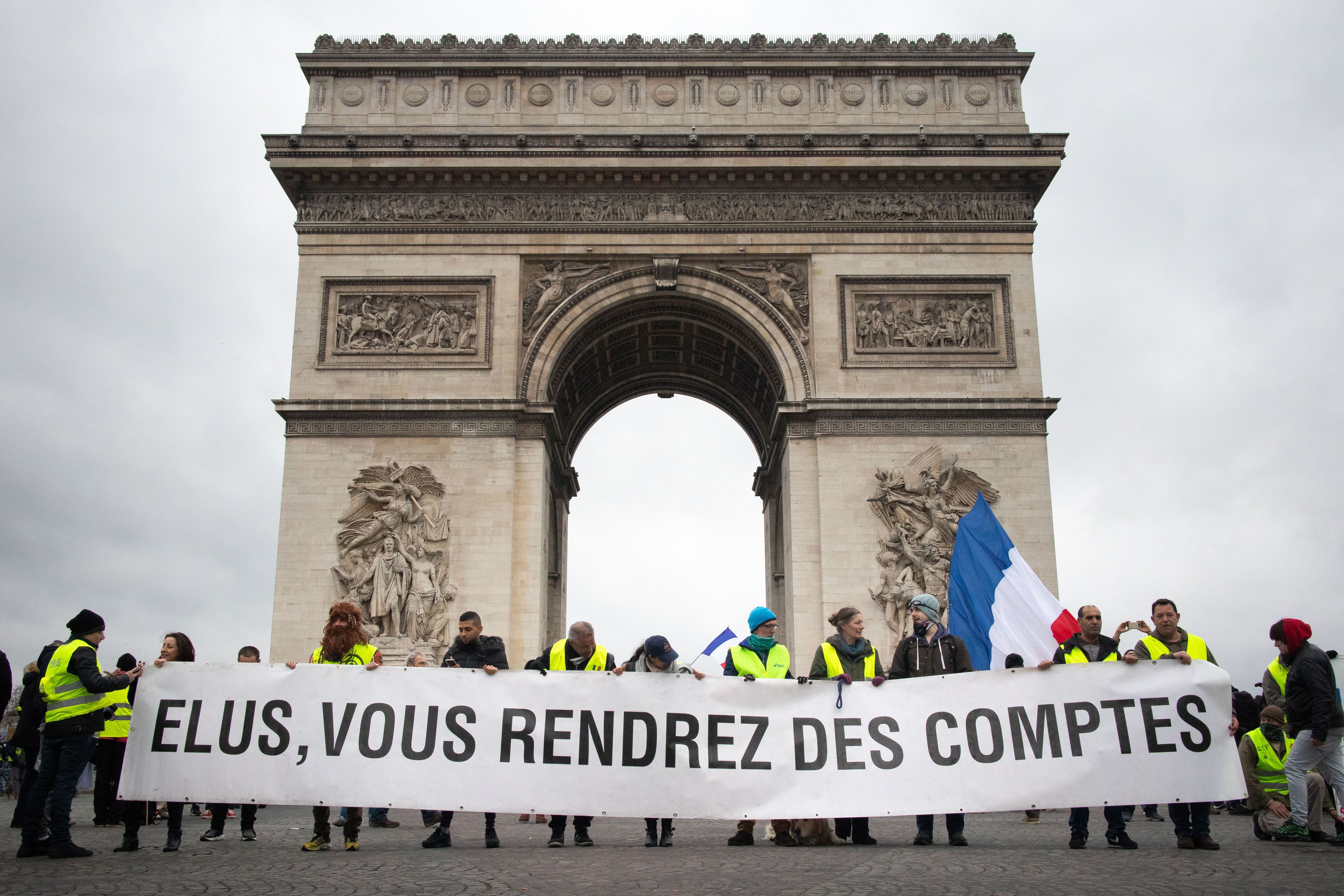
La pancarta reza: "políticos: tendrán que rendir cuentas".

El Gobierno ignora todas las recomendaciones y advertencias de la Comisión nacional del debate público, que recomienda no efectuar el alza de impuestos a los carburantes ya que es desventajosa y afecta a los automovilistas más dependientes. La Comisión propone una revisión general de las leyes fiscales del país. El movimiento de los Chalecos Amarillos hace que el gobierno renuncie a esta alza.

### La pérdida del poder adquisitivo
La sensación de pérdida de poder adquisitivo es también una de las razones dadas por muchos observadores. La edición de 2018 del "Retrato Social de Francia" de INSEE indica que la renta familiar disponible en euros constantes es un 1.2% más bajo en 2016 que en 2008, es decir 440 euros al año. La disminución de los ingresos afecta a una gran parte de la clase media (67%), que se ve particularmente afectada por el aumento de las contribuciones de la seguridad social y los gravámenes sobre los ingresos de capital. Según el estudio, las reformas fiscales y sociales son la principal causa.

### Sentimiento de abandono en zonas rurales
Una encuesta publicada en noviembre de 2017 por el Centre de recherche pour l'étude et l'observation des conditions de vie (Centro de investigación para el estudio y la observación de las condiciones de la vida) destaca un sentimiento de abandono por parte de las autoridades públicas de ciertos sectores de la población. Tres de cada diez personas creen que viven en un territorio abandonado. Dicho sentimiento es tanto geográfico como social. Esta percepción es más fuerte en territorios rurales, por ejemplo en Occitania, donde los manifestantes fueron particularmente numerosos.

## Reivindicaciones

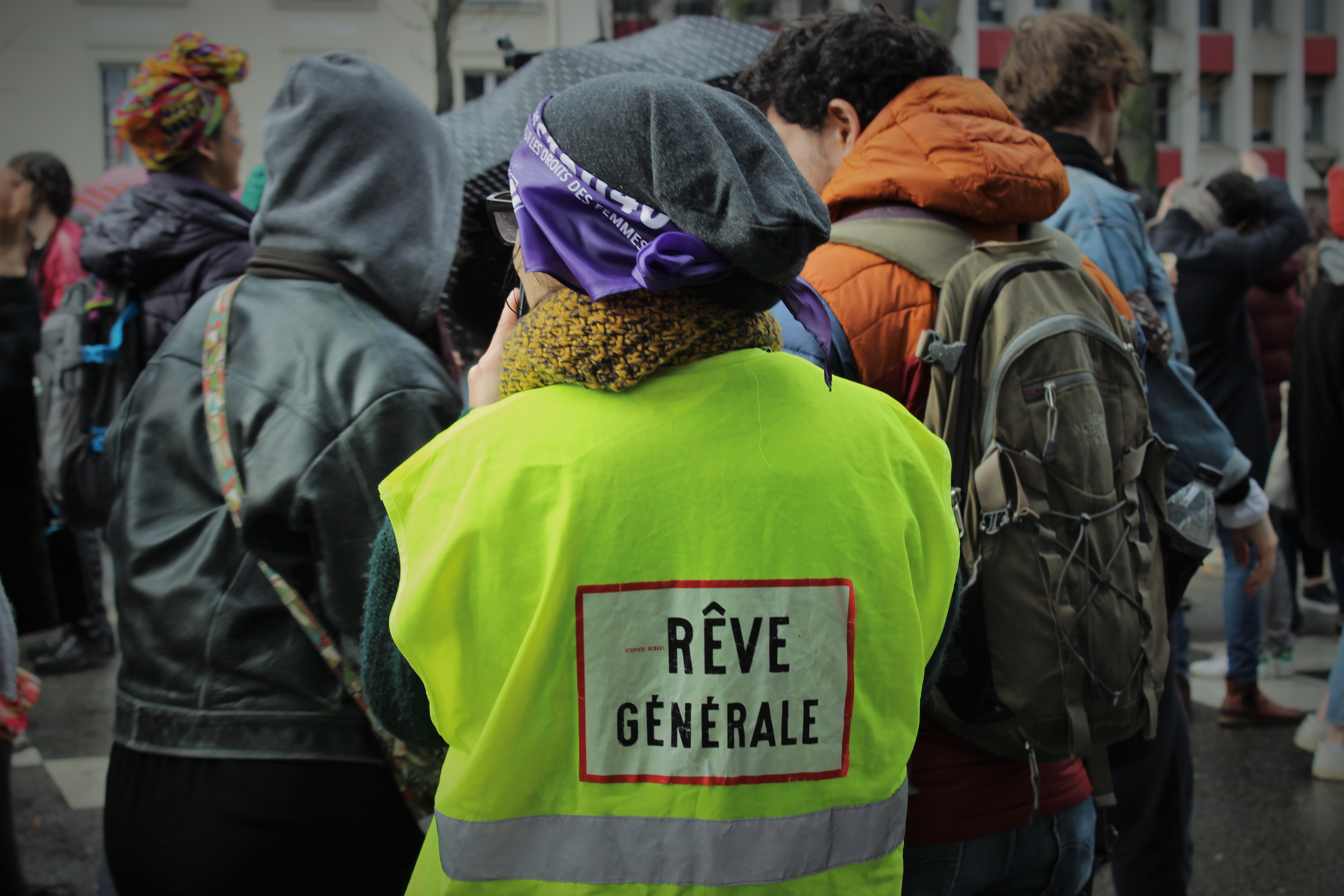
1. 8M 2020 en París

Teniendo en cuenta el carácter no estructurado ni centralizado de este movimiento, sus reivindicaciones revelan diversas aspiraciones de los ciudadanos de las clases media y baja. Estas reivindicaciones se ven plasmadas en los eslogan que se pueden leer en los chalecos mismos, en pancartas o incluso en los grafitis dejados en diferentes partes como el que se veía en el Arco del triunfo de París donde se leía "Macron Renuncia". Los servicios de limpieza tenían la orden de  borrar rápidamente este último.[cita requerida]
Las reivindicativos no se centran únicamente en el precio de los carburantes. Frédéric Dabi, quien es el director general del instituto de sondeo y de opinión pública Ifop, « el Movimiento de los Chalecos Amarillos es la cristalización de un disgusto masivo de los ciudadanos Franceses por la perdida del poder adquisitivo, y el elemento que revela este disgusto enorme es el carburante».[cita requerida]

### La reducción del precio de los combustibles
El elemento que generó el inicio del Movimiento es el alza de los precios de los carburantes (TICPE), considerada por una gran parte de los ciudadanos injusta y excesiva. Además el gobierno justifica que es para disminuir el impacto de la fuerte alza del precio internacional del petróleo. Los ciudadanos se sienten atrapados en una espiral de alzas y consideran muy injusto que el gobierno no actúe ante estas alzas decididas en el extranjero y con fines de especulativos o de intereses de ganar más dinero para las empresas de los países productores.[cita requerida]
Otro punto de incomprensión es que son siempre los ciudadanos los que pagan los precios altos. El alza exime a muchas empresas y sectores de actividades que no solamente tienen grandes dividendos sino que contribuyen a la contaminación de aire y por ende al calentamiento global. Dichas empresas y grandes grupos han beneficiado durante muchos años de exenciones parciales o totales de la TICPE.[cita requerida]
El sentimiento de injusticia queda plasmado en los testimonios que diferentes ciudadanos hacen a los medios de comunicación donde expresan su malestar por dicha situación.

### El Referendo de Iniciativa Ciudadana
Los Chalecos Amarillos piden a través de las redes sociales  y durante las manifestaciones la implementación de una democracia directa.[cita requerida]

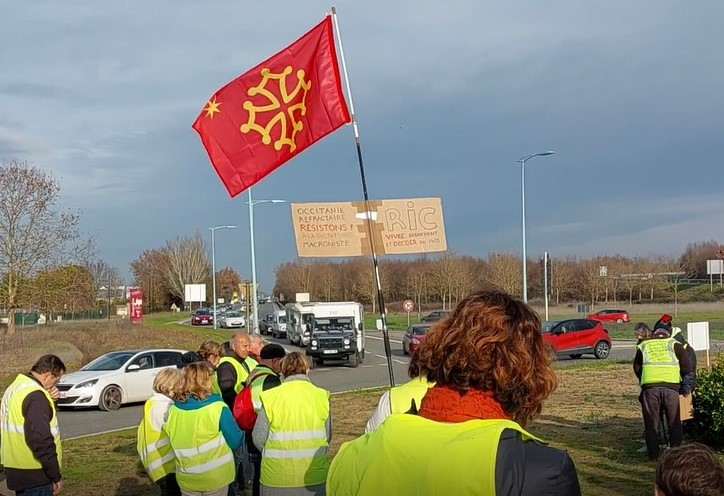
Manifestantes en Occitania por el Referendo de Iniciativa Ciudadana

En un artículo publicado el 2 de diciembre del 2018, un grupo llamado los « Gilets jaunes libres » (Los Chalecos Amarillos libres) propone al gobierno el inicio de unas reuniones para tratar temas de la política fiscal que el gobierno debe cambiar. Estas reuniones son llamadas Los Estados generales de Francia. También piden que se lleven a cabo referendos en todas las regiones para modificar las políticas sociales del gobierno y la aprobación de un escrutinio proporcional para las elecciones legislativas.[cita requerida]
En diciembre del 2018, el Movimiento de los Chalecos Amarillos exige la instauración de un Referendo de Iniciativa Ciudadana o RIC. Esta reivindicación se convierte en un punto inflexible en las exigencias del movimiento. Un Referendo de Iniciativa Ciudadana podría permitir de hacer leyes sin la aprobación del Parlamento. Los Chalecos Amarillos se inspiran de esta forma de Referendo existente en Suiza. El historiador Sylvain Boulouque explica que esta nueva reivindicación « hace su aparición tímidamente al día siguiente de las manifestaciones del 24 de noviembre » y se vuelve « casi viral a partir del 2 de diciembre » en todas las páginas de las redes sociales de los Chalecos Amarillos.

### La renuncia del presidente de la República

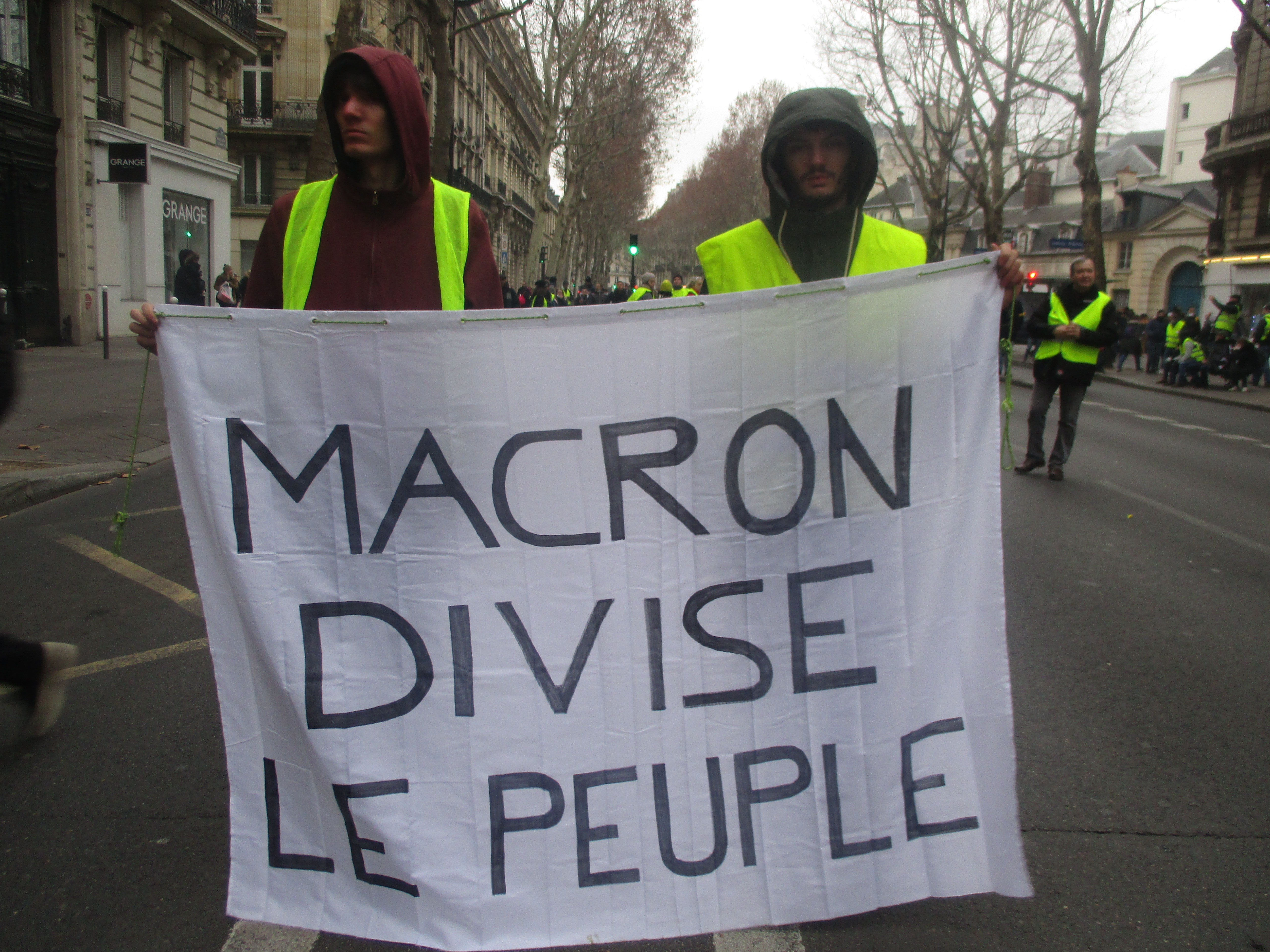
La pancarta reza: "Macron divide al pueblo"

Esta reivindicación se hace cada vez más frecuente entre los manifestantes, una propuesta apoyada por el 50% de los franceses encuestados por YouGov a principios de diciembre de 2018.

### Otras reivindicaciones
Se proponen aquellas que afectan a los automovilistas, como el elevado precio de los peajes, del control técnico automotor y de las multas por la multiplicación de los radares de control del tráfico.
También se proponen reivindicaciones sociales como el aumento de la pensión de los jubilados, la reducción del impuesto a la contribución Social, una reforma educativa y de la salud pública.[cita requerida]
Con el paso de las semanas, una parte del movimiento hace propuestas con respecto a la inmigración. Los Chalecos Amarillos se oponen principalmente al Pacto Mundial sobre Migración Pacto Mundial sobre Migración, firmado por el presidente francés justo durante las protestas. El hecho que el presidente asista a dicha reunión aumentó el rechazo a sus políticas ya que dicha ratificación fue vista como un menosprecio del movimiento. Viajar al extranjero durante las protestas para atender una situación internacional, en vez de preocuparse de los problemas de su propio país fueron las críticas que tuvo durante estas semanas por parte de líderes políticos de oposición.
El 29 de noviembre del 2018, una delegación de ocho Chalecos Amarillos, designados en urgencia y provisoriamente por líderes del movimiento, comunica una lista de 45 reivindicaciones entre diferentes temas como transportes, poder adquisitivo, impuestos, jubilación, trabajo, democracia, servicios públicos, empresas, salud y vivienda.[cita requerida]

## Protestas

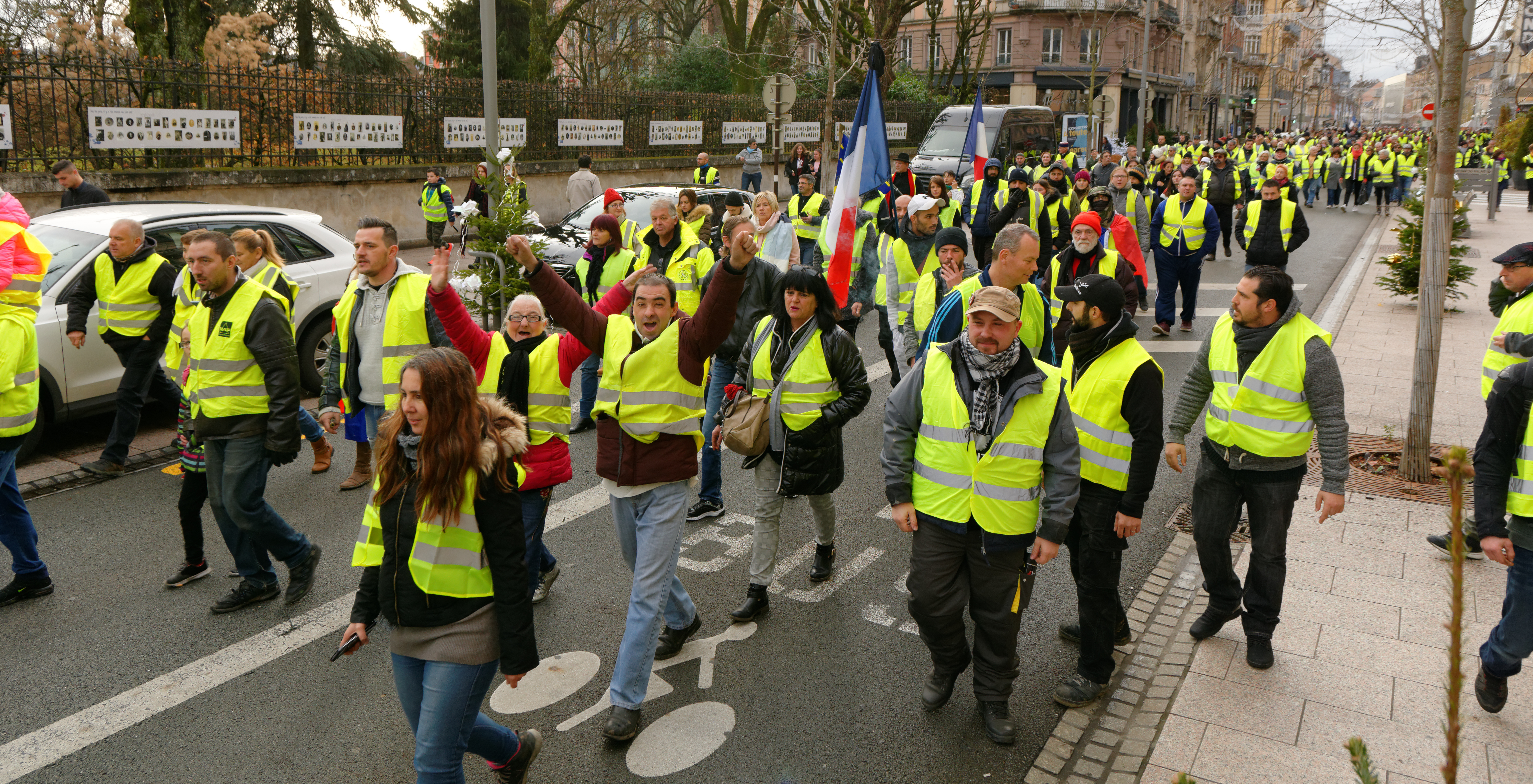
Manifestaciones en Belfort.

Las protestas empezaron el 17 de noviembre del 2018, y han atraído a alrededor de un millón de personas en toda Francia, quienes han construido barricadas con el objetivo de bloquear las carreteras. El día del inicio del movimiento, 280 000 personas han participado en las protestas, y un manifestante resultó muerto en las cercanías de Lyon, cuando un automovilista en pánico lo atropelló sin intención. Las protestas continuaron durante los cuatro días siguientes, con 500 000 personas bloqueando carreteras el 20 de noviembre. Además, una decena de depósitos de combustible fueron bloqueados por los manifestantes, así como un túnel usado por el tren Eurostar, que conecta al país galo con el Reino Unido.

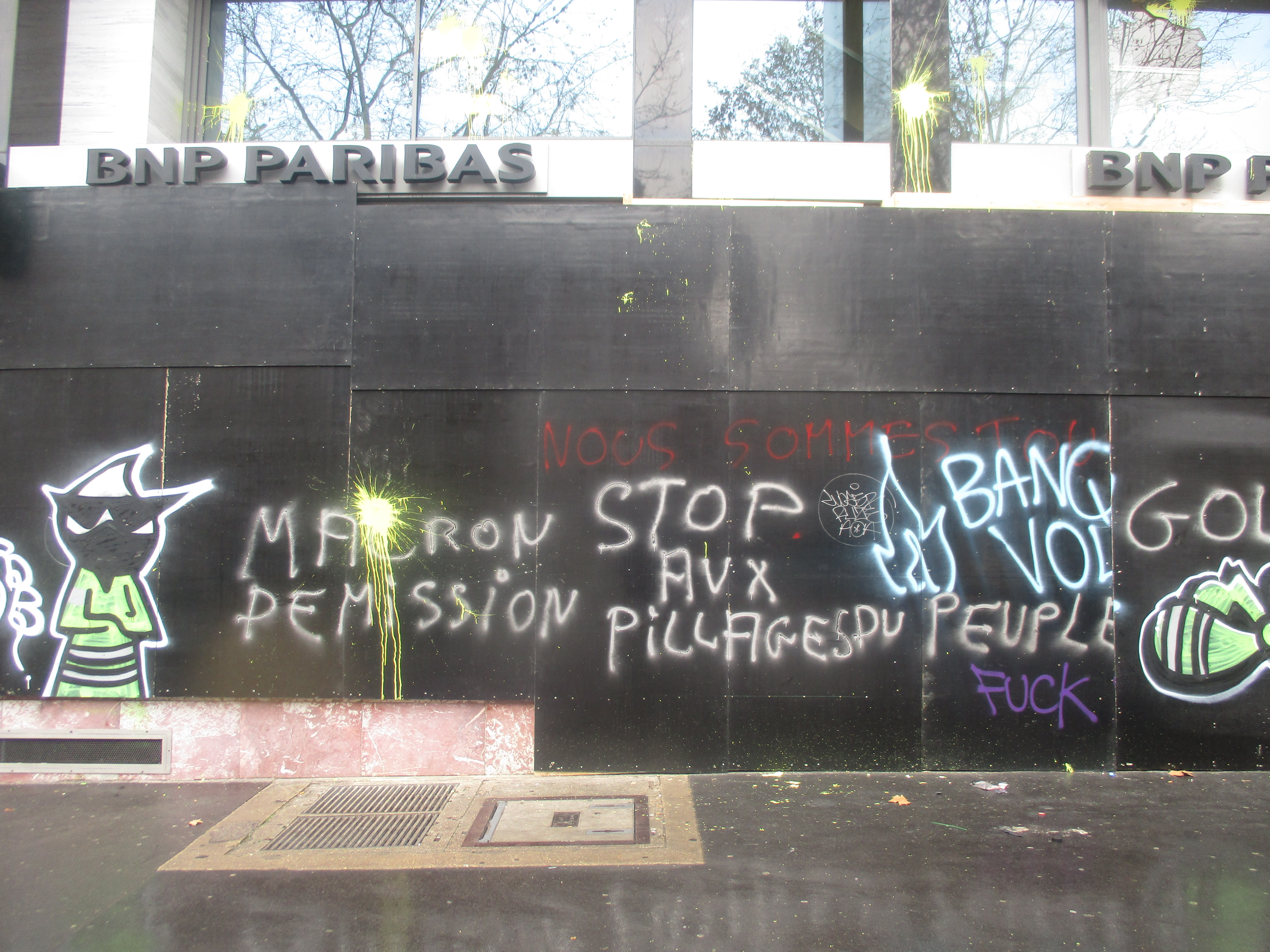
Grafitis en París exigiendo la renuncia de Macron, el 1 de diciembre de 2018.

Después de que las protestas no autorizadas en París elevaran las tensiones durante la semana anterior, el Ministerio del Interior francés accedió a permitir una reunión el 24 de noviembre en el Campo de Marte, el área verde que se extiende bajo la Torre Eiffel. Ese día las protestas atrajeron a 100 000 personas en toda Francia (106 000 según el Ministerio del Interior), incluyendo a 8 000 en París.
Según algunos ministros del gobierno, la responsabilidad de la violencia puede ser atribuida los líderes de los partidos de oposición, entre los que se encuentra Marine Le Pen, quien instó a la gente a congregarse en los Campos Elíseos. En respuesta Le Pen ha achacado la responsabilidad de la violencia al gobierno de Macron, por haber permitido que las personas se reunieran en los Campos Elíseos. Los manifestantes han recibido el apoyo de varios líderes de los partidos políticos de oposición como Marine Le Pen, Nicolas Dupont-Aignan, Jean-Luc Mélenchon y Nathalie Arthaud. Los Chalecos Amarillos rechazan cualquier apoyo de los políticos tradicionales ya que podrían servirse del movimiento para atraer electores, fenómeno que se conoce en Francia como recuperación política.
Las protestas también se desarrollaron en el departamento de ultramar de Reunión, donde derivaron en saqueos y disturbios. Las escuelas de la isla se mantuvieron cerradas durante tres días, debido a que los manifestantes bloquearon las carreteras de acceso. El 21 de noviembre Macron ordenó el despliegue de tropas en la isla para tratar de calmar la violencia.
A diferencia de los eventos anteriores, organizados por sindicatos, este movimiento se lanza y se desarrolla inicialmente a través de las redes sociales o plataformas dedicadas.
El 29 de mayo de 2018, una motorista de Seine-et-Marne, Priscilla Ludosky, lanzó una petición en línea pidiendo una baja en los precios del combustible, apuntando a la introducción del aumento de 7,6 céntimos por litro para la gasolina y 3,8 céntimos / litro de gasolina que entraron en vigor en enero de 2018 y la importancia de los impuestos relacionados con el costo del producto. La petición tuvo un éxito rápido, alcanzando 226.000 firmas el 25 de octubre de 2018 y luego excediendo un millón a finales de noviembre siguiente.

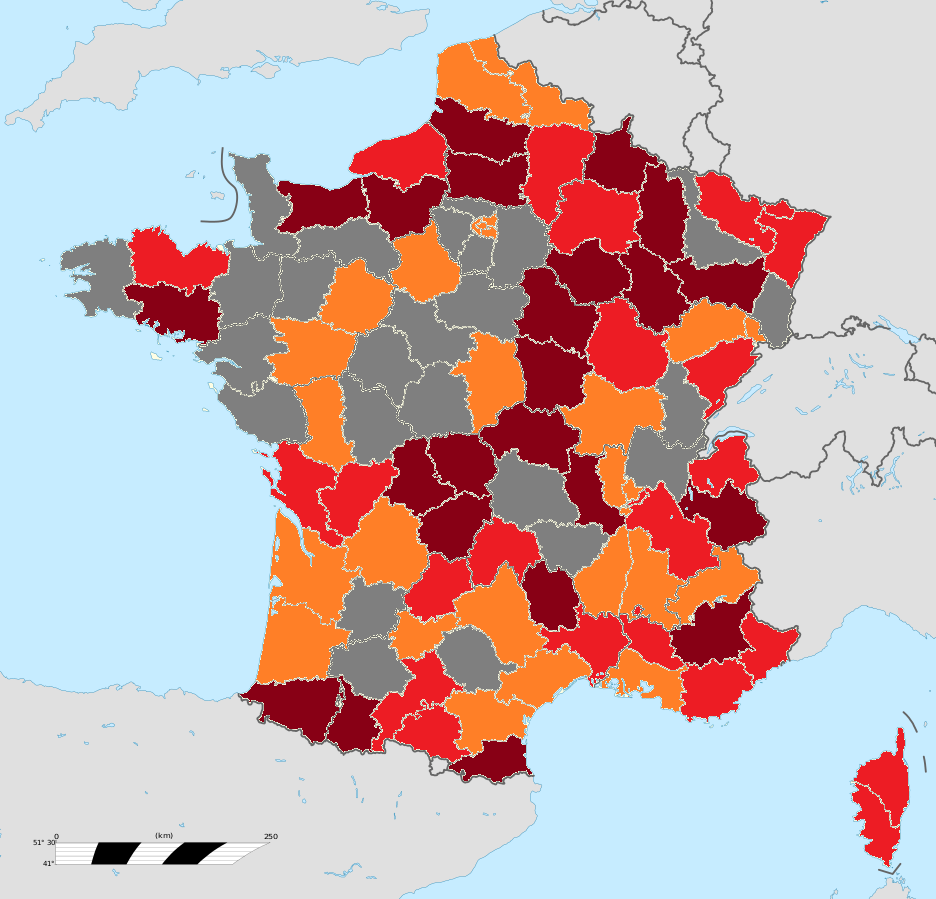
Porcentaje de chalecos amarillos informados a la población (según un mapa realizado por el geógrafo Hervé Le Bras)

El 10 de octubre de 2018, dos conductores de Seine-et-Marne, Éric Drouet y Bruno Lefevre, lanzan en Facebook un llamado a "bloqueo nacional contra el aumento de combustible" el 17 de noviembre de 2018. Esta idea es asumida por otros protagonistas, que abogan por los bloqueos de carreteras y rotondas en varios departamentos franceses.
Desde finales de octubre, varios videos se vuelven virales en las redes sociales, como el de la bretona, Jacline Mouraud, que cuenta con más de seis millones de visitas en noviembre. Jacline Mouraud, a sus 51 años, es una de las precursoras de este movimiento. En su vídeo denuncia los altos precios del combustible y afirma que la mayoría de las personas de este movimiento son de clase media y necesitan su vehículo para trasladarse a sus trabajos: «Vivimos en pueblos. Hago 25.000 kilómetros al año. No tengo otra opción que desplazarme en mi vehículo, contamine o no contamine».
Su vídeo resume el origen de la ira de los Chalecos Amarillos, entre cuyos miembros se encuentran obreros de fábricas, desempleados y jubilados.

### Primeras acciones
El 9 de noviembre de 2018, durante la llegada del Presidente de la República francesa en la ciudad de Albert, en el Somme, con motivo de las ceremonias de conmemoración del armisticio de 1918, algunos manifestantes vinculados al movimiento de los chalecos amarillos intentan encontrarse con Emmanuel Macron, pero la policía los rechazó bajo la justificación de garantizar la seguridad del jefe de Estado francés. El 10 y 15 de noviembre de 2018, los activistas adjuntos al movimiento deciden bloquear simbólicamente una rotonda en Neubourg, en el departamento de Eure.
El 14 de noviembre de 2018, el alcalde de Morbecque, en el Departamento del Norte, tenía un enorme chaleco amarillo en la fachada del Ayuntamiento que se muestra como una señal de apoyo al movimiento. El 15 de noviembre, se organiza una "operación de peaje gratuito" en la región de Pau, además de una operación de caracol en la carretera de circunvalación.
Emmanuel Macron declaró el 14 de noviembre que los chalecos amarillos «Tienen derecho a protestar. Yo quiero escucharles. Digo desconfiado, hay muchas personas que quieren apropiarse este movimiento», pero no volvió a hablar sobre las decisiones del gobierno sobre el aumento de los impuestos a los combustibles. Por su parte, el primer ministro Édouard Philippe, declaró que «Si alguien dice "voy a bloquear" las carreteras, sabe que, al hacerlo se arriesga».

### Participantes en cifras
Cada sábado el Ministerio del Interior de Francia publica las cifras oficiales de la cantidad de manifestantes. Algunos políticos de oposición, y organizaciones sindicales denuncian frecuentemente que el gobierno subestima y manipula voluntariamente dichas cifras. Thomas Ehrhard, docente de la universidad Panthéon-Assas, subraya la inexactitud de dichos cálculos.
A partir del acto VII, un grupo de Chalecos Amarillos llamado Le Nombre jaune, hace un censo de la cantidad de manifestantes analizando varias fuentes. Los resultados de dichas fuentes hacen ver que el gobierno censa una cantidad mínima. La diferencia con los datos del Ministerio del Interior es similar a la verificada en las protestas precedentes en Francia entre las cifras dadas por el Gobierno y las de los sindicatos u otros grupes.
| Ministerio del Interior.. | 287 710                             | 166 000                             | 136 000                             | 136 000                             | 66 000                              | 38 600                              | 32 000          | 50 000          |                  |                    |                  |                 |
| Grupo: Le Nombre jaune    | Sin datos oficiales en estas fechas | Sin datos oficiales en estas fechas | Sin datos oficiales en estas fechas | Sin datos oficiales en estas fechas | Sin datos oficiales en estas fechas | Sin datos oficiales en estas fechas | 68 110          | 123 440         |                  |                    |                  |                 |
|                           | 12/01 (acto IX)                     | 19/01 (acto X)                      | 26/01 (acto XI)                     | 2/02 (acto XII)                     | 9/02 (acto XIII)                    | 16/02 (acto XIV)                    | 23/02 (acto XV) | 2/03 (acto XVI) | 9/03 (acto XVII) | 16/03 (acto XVIII) | 23/03 (acto XIX) | 30/03 (acto XX) |
| Ministerio del Interior   | 84 000                              | 84 000                              | 69 000                              | 58 600                              | 51 400                              | 41 500                              | 46 600          | 39 300          |                  |                    |                  |                 |
| Grupo: Le Nombre jaune    | 159 160                             | 147 370                             | 123 150                             | 115 950                             | 118 220                             | 104 070                             | 123 090         | 96 430          |                  |                    |                  |                 |

### La movilización
Este movimiento social se inicia en octubre del 2018 con llamados a acciones, bloqueos y protestas. A partir del 17 de noviembre del 2018 se bloquean algunas vías principalmente en zonas rurales y ciudades intermedias.

#### Durante los días de semana
Cada semana se llevan a cabo protestas, bloqueos, reuniones de información y otros tipos de movilizaciones.
| 1. Del 17 al 23 de noviembre del 2018                 | 2. Del 24 al 30 de noviembre del 2018 |                                       |                                       |                                   |                                           |                                  |
| 3. Del 1 al 7 de diciembre del 2018                   | 4. Del 8 al 14 de diciembre del 2018  | 5. Del 15 al 21 de diciembre del 2018 | 6. Del 22 al 28 de diciembre del 2018 |                                   |                                           |                                  |
| 7. Del 29 de diciembre del 2018 al 4 de enero de 2019 | 8. Del 5 al 11 de enero de 2019       | 9. Del 12 al 18 de enero de 2019      | 10. Del 19 al 25 de enero de 2019     |                                   |                                           |                                  |
| 11. Del 26 de enero al 1 de febrero de 2019           | 12. Del 2 al 8 de febrero de 2019     | 13. Del 9 al 15 de febrero de 2019    | 14. Del 16 al 22 de febrero de 2019   |                                   |                                           |                                  |
| 15. Del 23 de febrero al 1.º de marzo de 2019         | 16. Del 2 marzo al 8 de marzo de 2019 | 17. Del 9 al 15 de marzo de 2019      | 18. Del 16 al 22 de marzo de 2019     | 19. Del 23 al 29 de marzo de 2019 | 20. Del 30 de marzo al 5 de abril de 2019 | 21. Del 6 al 12 de abril de 2019 |
| ----------------------------------------------------- | ------------------------------------- | ------------------------------------- | ------------------------------------- | --------------------------------- | ----------------------------------------- | -------------------------------- |

#### Los actos
Grandes manifestaciones a nivel nacional se dan cita cada sábado y son llamadas Actos. Estas demostraciones gozan de una atención especial de los medios de comunicación los cuales les dedican una gran cobertura. Los medios nacionales privilegian más la cobertura de las manifestaciones de los sábados que los bloqueos en zonas rurales lo que conlleva a un rechazo por parte de algunos Chalecos Amarillos.
| Acto I - 17 de noviembre  | Acto II - 24 de noviembre |                          |                           |                           |
| Acto III - 1 de diciembre | Acto IV - 8 de diciembre  | Acto V - 15 de diciembre | Acto VI - 22 de diciembre | Acto VII- 29 de diciembre |
| Acto VIII - 5 de enero    | Acto IX - 12 de enero     | Acto X - 19 de enero     | Acto XI - 26 de enero     |                           |
| Acto XII - 2 de febrero   | Acto XIII - 9 de febrero  | Acto XIV - 16 de febrero | Acto XV - 23 de febrero   |                           |
| Acto XVI - 2 de marzo     | Acto XVII - 9 de marzo    | Acto XVIII - 16 de marzo | Acto XIX - 23 de marzo    | Acto XX - 30 de marzo     |
| ------------------------- | ------------------------- | ------------------------ | ------------------------- | ------------------------- |

## Respuestas del presidente

### Medidas de aplicación de la ley
El movimiento genera un importante despliegue de la policía los sábados de protestas. Por ejemplo se desplegaron hasta 89 000 policías durante el acto IV. Los vehículos blindados de la Gendarmería también están presentes, una medida excepcional en Francia metropolitana.
El Gobierno anuncia la creación de una ley para luchar contra los actos de vandalismo durante una protesta que permitiría sancionar jurídicamente a los organizadores de manifestaciones no declaradas. Además se pretende la creación de un archivo para prohibir la presencia de manifestantes radicales en las protestas. Dichas medidas previstas en este proyecto de ley son fuertemente criticadas ya que van en contra de la constitución y en especial el respeto del derecho de protesta. Además este proyecto siembra dudas sobre el marco legal de impedir a un ciudadano de protestar. La Comisionada de Derechos Humanos del Consejo de Europa, Dunja Mijatović, deja clara su preocupación por dicho proyecto de ley.

### Oposición a cualquier reivindicación
Inicialmente, el 14 de noviembre del 2018, el gobierno asegura que no dará marcha atrás al alza prevista sobre el precio de los carburantes. También hace públicas unas medidas para aliviar a los usuarios de carburantes, principalmente de clases media y baja como un alza a la prima por cambio de vehículo y el aumento de la cantidad de beneficiarios del cheque para la energía así como un sistema de indemnización por kilómetro recorrido.
El 18 de diciembre el gobierno da marcha atrás y renuncia a efectuar las dichas medidas. El mismo día anuncia que finalmente si las va a efectuar.
Emmanuel Macron, en un discurso del 27 de noviembre del 2018, en el marco de la programación plurianual de la energía (en francés: la programmation pluriannuelle de l'énergie PPE), anuncia algunas medidas que se incluyen en el proyecto para una transición energética. Además anuncia que no hará marcha atrás en sus proyectos fiscales ni que dará ninguna concesión a los Chalecos Amarillos en cuanto al ISF ni a los impuestos en general. Ese mismo día, mientras que el presidente descartaba cualquier negociación con el movimiento, el ministro de la Ecología, François de Rugy, recibía en su oficina a dos representantes de los Chalecos Amarillos. Al final de la reunión los representantes expresaban a la prensa su decepción y declaraban que no estaban convencidos del trato que el ministro les dio. El ministro por su parte explicaba que las reivindicaciones « van más allá de cuestiones de la transición ecológica ».

### El gobierno renuncia al alza del impuesto a los carburantes
El 4 de diciembre del 2018, el Primer Ministro Édouard Philippe, revisa su posición y anuncia al país que renuncia al alza prevista. Se decreta una moratoria de 6 meses, es decir que el alza programada a partir del 1 de enero de 2019 será efectiva el 1 de junio de 2019. Este anuncio es considerado insuficiente por parte de los manifestantes y de los partidos de oposición. Al día siguiente, ante la presión popular, el propio presidente anuncia que el alza de impuestos a los carburantes no será incluida en el proyecto de ley para el 2019, renunciando definitivamente a su aplicación.[cita requerida]

### Alocución del presidente
El 10 de diciembre del 2018 el presidente se dirige al país mediante una alocución seguida por 23 millones de personas y en la que toma diferentes medidas para responder a las expectativas de los manifestantes.
Emmanuel Macron anuncia el aumento de 100 euros al mes para los trabajadores que ganan el salario mínimo. Este aumento será efectivo a partir de enero de 2019 y el presidente promete que el estado va a financiar dicho aumento «sin que le cueste un euro más a los empleadores».
También anuncia medidas como la reincorporación de la exención de impuestos de las horas extras, la anulación del alza a las cotizaciones de los jubilados que ganen menos de 2.000 euros al mes y la exención de impuestos de la prima de fin de año en las empresas. Sin embargo el presidente se opone rotundamente al restablecimiento del Impuesto de solidaridad a la fortuna(ISF): una de las principales reivindicaciones de los Chalecos Amarillos.
Las críticas no tardan el llegar ya que muchas de estas medidas ya estaban previstas en el programa electoral que llevó a Emmanuel Macron a la presidencia. Además las personas beneficiadas son minoritarias y no se hizo ningún cambio al Impuesto de solidaridad a la fortuna. Tampoco se tomó medida alguna para aumentar el poder adquisitivo de los franceses.
Todas la medidas anunciadas se encuentran en la ley del 24 de diciembre del 2018 de urgencias económicas y sociales. Estimadas en 10,3 millardos de euros, dichas medidas se podrán financiar gracias a un plan de reducción del gasto público, a un nuevo impuesto a los « GAFA » entre otras perspectivas.

### El Gran debate nacional
En un intento de apaciguar la crisis y calmar los ánimos, el gobierno anuncia la organización de un debate a nivel nacional. El objetivo es de darle la palabra a los franceses. Este se organiza desde mediados de diciembre de 2018 hasta mediados de marzo de 2019. En dicha consulta se propone que los ciudadanos den sus opiniones, ideas y proposiciones basándose en cuatro temas:[cita requerida]
1.º) la transición ecológica
2.º) los impuestos y la política fiscal
3.º) los servicios públicos
4.º) y el debate democrático.
El gobierno precisa que no habrá lugar para debates sobre los temas de inmigración en Francia, ni de la reintroducción de la pena de muerte, ni del aborto, ni la unión  entre personas del mismo sexo. Temas que fueron evocados por grupos y personalidades de extrema derecha y de religiosos extremos que pretendían aprovechar esta oportunidad para intentar cambiar dichas leyes.
En reacción a este Gran debate, muchos líderes del Movimiento proponen la organización de otro debate, llamado «le vrai débat» el Verdadero Debate en español. Los chalecos amarillos obtienen directamente de la empresa Cap Collectif, que organiza el debate del gobierno, la puesta en línea de la plataforma llamada «le vrai débat».
Según los chalecos amarillos, la consulta del «vrai débat» se diferencia del Gran debate ya que no se basa en preguntas cerradas y predefinidas, ni en temas previamente escogidos por el gobierno. Además en su plataforma se permite además hacer modificaciones a las diversas propuestas de los ciudadanos y efectuar votos en línea con respecto a los temas abordados. La Universidad Toulouse III Paul Sabatier, publica el 27 de marzo de 2019 un análisis de datos textuales efectuado por su laboratorio de investigación en el que clasifica en orden de importancia las reivindicaciones del movimiento expresadas en «le vrai débat»:
1.º) economía, finanzas, trabajo, cuentas públicas.
2.º) democracia, instituciones, RIC.
3.º) expresión libre y temas de sociedad (página 3 del reporte de la universidad Toulouse III Paul Sabatier).

## Consecuencias

### Consecuencias económicas
En el primer sábado de manifestación las ventas cayeron un 10% en París. El segundo sábado descendieron un 44%; el tercero, un 66% y la última, un 97%.

### Consecuencias sanitarias

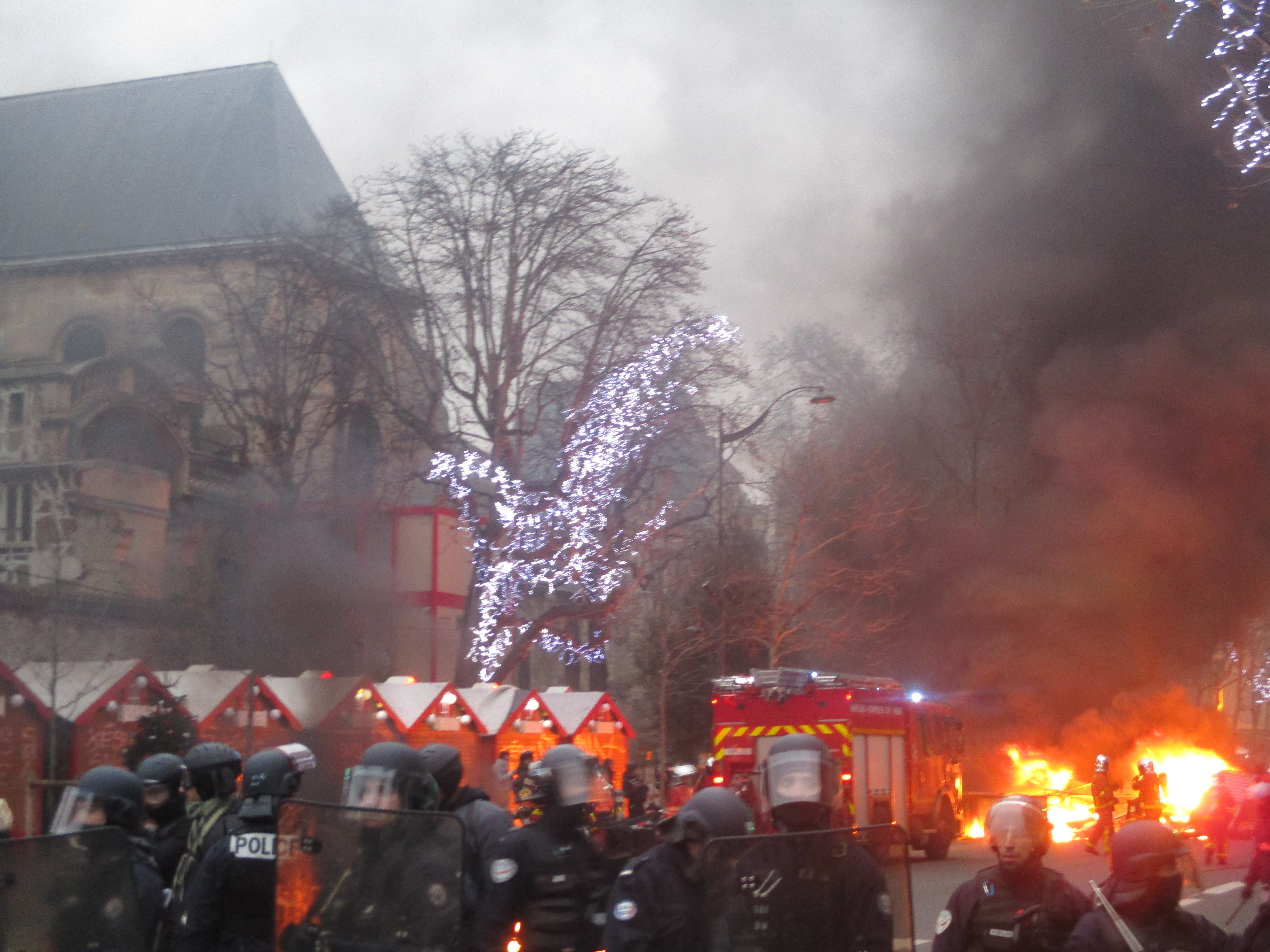
Fuego en París después de las protestas del 5 de enero.

Desde el inicio del movimiento once personas han muerto de las cuales 10 atropelladas por vehículos de particulares o camiones que trataron de forzar el paso de las barreras de los manifestantes. Durante las protestas ha habido más de 750 heridos, incluyendo 136 policías.
El 17 de noviembre de 2018, en la ciudad de  Pont-de-Beauvoisin, una conductora en un 4x4, no respeta un bloqueo y acelera su vehículo atropellando a una manifestante de 63 años, quien fallece. 
Gracias a las cámaras de video vigilancia la justicia determina que es «imposible de calificar dicho acto como involuntario».[cita requerida]
Entre el 19 de noviembre y el 21 de diciembre, siete conductores han muerto después de haberse chocado con vehículos estacionados durante los bloqueos.[cita requerida] El 2 de diciembre, en el hospital de Marsella, una mujer de 80 años muere después de haber recibido en la cara una granada lacrimógena MP7 mientras cerraba las persianas de su apartamento.[cita requerida] El 13 y el 20 de diciembre dos Chalecos Amarillos mueren atropellados por un camión cuando los camioneros querían forzar los bloqueos.[cita requerida] Muchos conductores tratan de forzar los bloqueos atropellando deliberadamente a los manifestantes y a los policías.[cita requerida]

### Consecuencias políticas
A pesar de que inicialmente se resistió a acoger cualquier reclamo del movimiento, el 5 de diciembre Macron decidió renunciar al aumento de los impuestos al combustible y anunció varias medidas sociales.
En enero de 2019, un 80 % de los franceses consideran que Macron debe modificar su política económica y social.